# Marie-Marthe Brahier

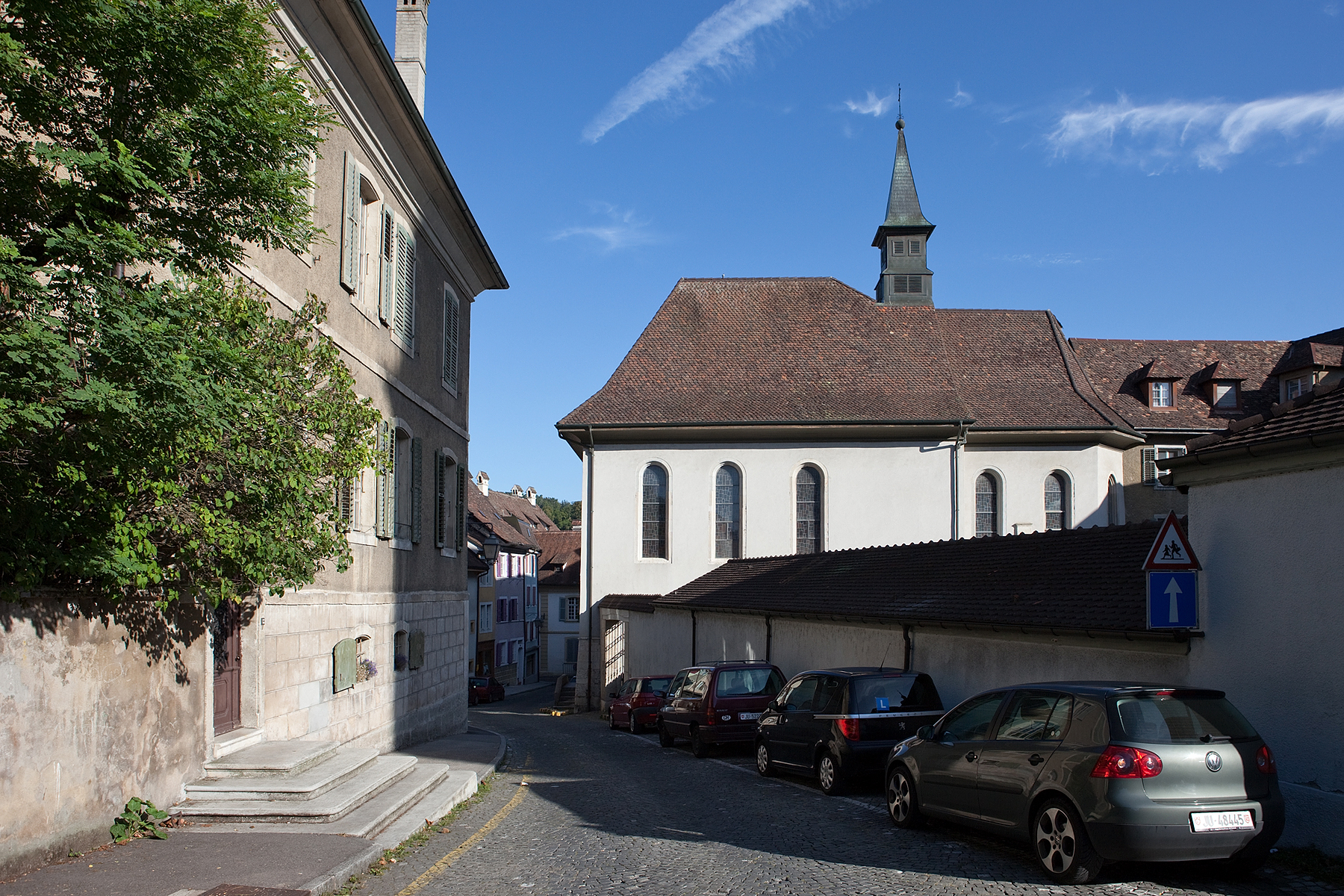
Ursulinenkirche in Pruntrut, 2009

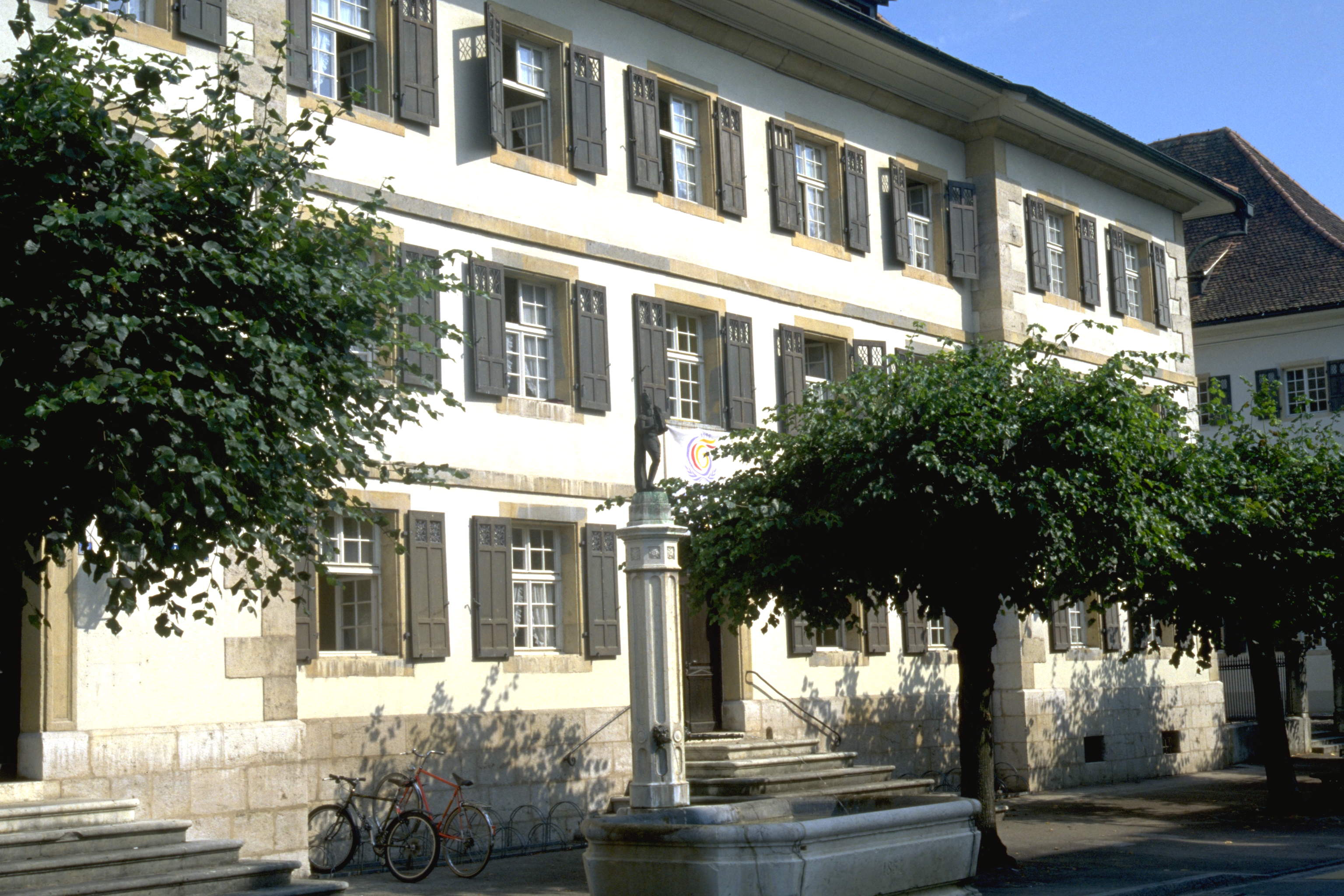
Ursulinenkonvent in Delsberg, 2011

Marie-Marthe Brahier (* 1672 in Saint-Brais (?); † 10. Mai 1759 in Pruntrut, Fürstbistum Basel) war eine Schweizer Oberin der Ursulinen.

## Leben
Marie-Marthe Brahier war eine Tochter der Marie-Françoise Sicart und des Saint-Braiser Notars François-Humbert Brahier. Als Waise erhielt sie eine Erziehung in Prag beim Baron von Brahier, ihrem Onkel, den sie auch beerbte.
Brahier trat 1693 in den Konvent der Ursulinen in Pruntrut ein und legte zwei Jahre später ihre Profess ab. Von 1705 bis 1746 war sie dort Novizinnenmeisterin sowie Helferin und wurde viermal zur Oberin gewählt. In Pruntrut gründete sie 1709 eine Marianische Kongregation für Erwachsene. Die Anregung dazu hatte Marie-Henriette de Montjoie, die Schwester des späteren Basler Fürstbischofs, gegeben. Auf eine Intervention von Fürstbischof Rinck von Baldenstein Brahier wurde sie 1746 zur Oberin des Ursulinenklosters in Delsberg gewählt. Nachdem sie dort das geistliche Leben gefestigt und die weltliche Verwaltung reformiert hatte, kehrte sie 1755 nach Pruntrut zurück.
Die Ursulinenkirche stattete sie mit wertvollen liturgischen Gegenständen aus, einem Tabernakel aus Lyon (1715), einer Tapisserie aus Frankreich, sechs Reliquiaren (1719) und einem emaillierter Kelch aus Augsburg (1722).

## Belege
1. 1 2  Marie-Anne Heimo: Marie-Marthe Brahier. In: Historisches Lexikon der Schweiz.  19. Dezember 2002.
2. ↑  Philippe Hebeisen: Brahier, Marie-Marthe (1672–1759). In: Lexikon des Juras. 25. Oktober 2004.

| Personendaten    | Personendaten                  |
| ---------------- | ------------------------------ |
| NAME             | Brahier, Marie-Marthe          |
| KURZBESCHREIBUNG | Schweizer Oberin               |
| GEBURTSDATUM     | 1672                           |
| GEBURTSORT       | Saint-Brais, Fürstbistum Basel |
| STERBEDATUM      | 10. Mai 1759                   |
| STERBEORT        | Pruntrut, Fürstbistum Basel    |